# Raymond de Banyuls
 (février 2015).
Raymond-Antoine de Banyuls, 5e marquis de Montferré, né le 19 septembre 1747 au château de Nyer (Roussillon) et mort le 20 avril 1829 à Perpignan (Pyrénées-Orientales), est un aristocrate et militaire français.
Après une carrière militaire au cours de laquelle il atteint le grade de capitaine de cavalerie au Régiment d'Anjou, il est député aux États généraux de 1789 où il siège parmi les conservateurs. Il émigre en 1791 et combat au sein des armées contre-révolutionnaires. Il se retrouve lieutenant dans l'armée de Condé puis passe au service de l'Espagne où il termine lieutenant-colonel avant son retour en France en 1807.

## Nom et titres
Don Ramon-Anton-Joan-Baptista-Joseph-Francesch de Pau-Camo de Banyuls y de Bellissen, 5e marquis de Montferré (1801), baron de Nyer, seigneur de Réal, Odeilló, Léca

 Raymond VIII de Montferré

le chevalier de Montferrer

## Biographie

### Carrière militaire

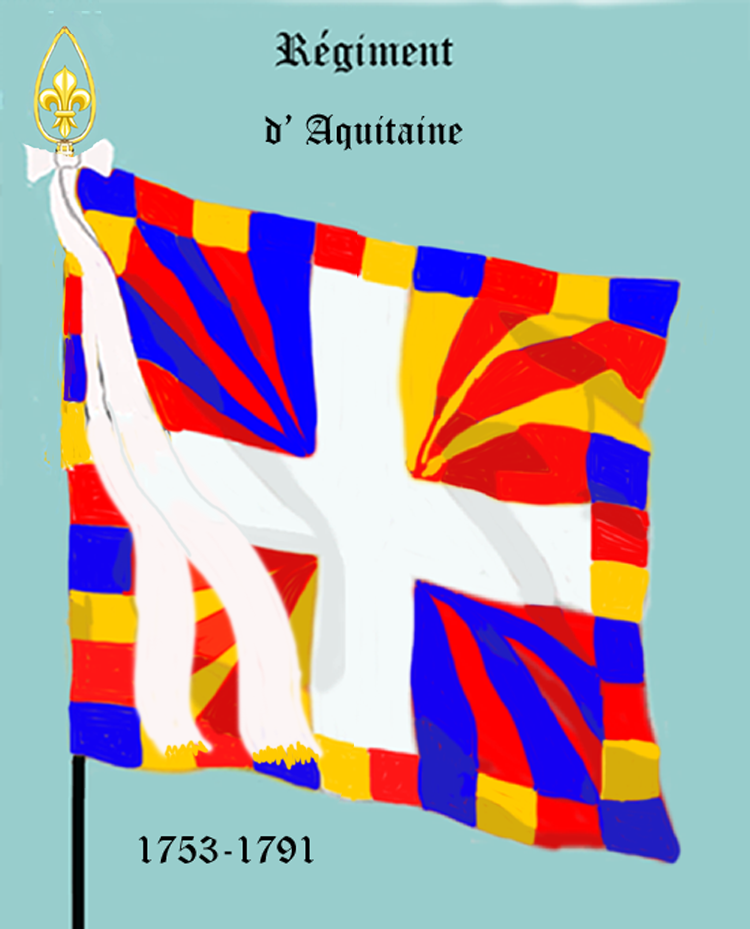
Régiment d'Aquitaine

Raymond de Banyuls est reçu en 1767 comme cadet gentilhomme au Régiment d'Aquitaine. Il y devient sous-lieutenant le 1er janvier 1768.

En 1769, il participe à la campagne de l’île de Corse et notamment à la bataille de Ponte-Novo. Il reçoit une pension de 800 livres le 1er juillet 1769 à l'issue de cette campagne victorieuse.

Il devient successivement sous-aide-major le 1er septembre 1773, lieutenant le 1er septembre 1775. Il passe capitaine au Régiment d'Anjou le 28 février 1778.

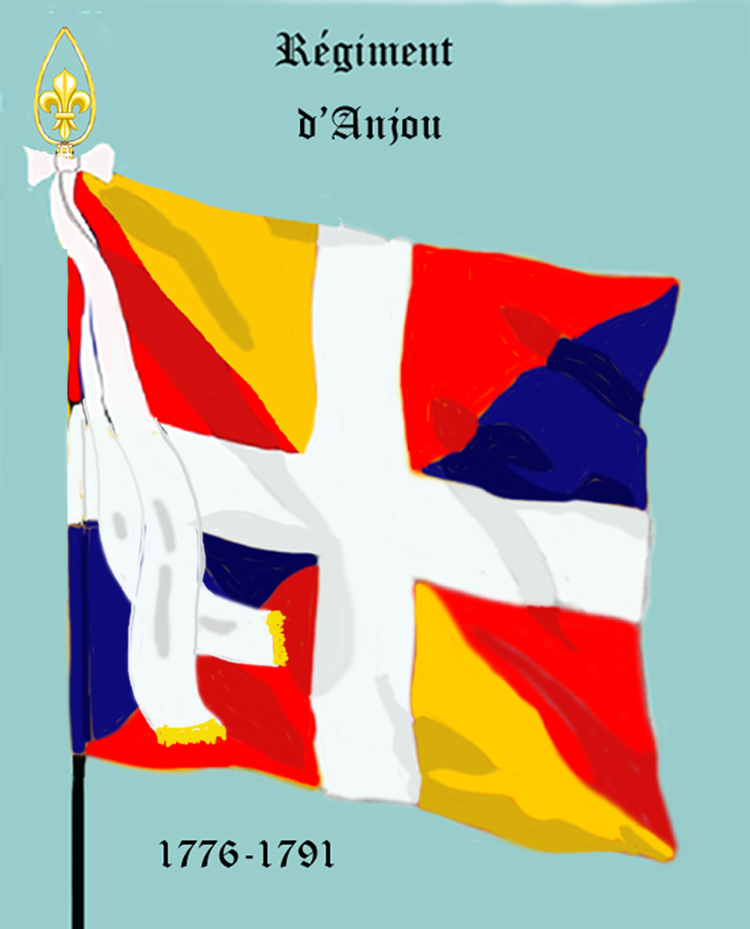
Régiment d'Anjou

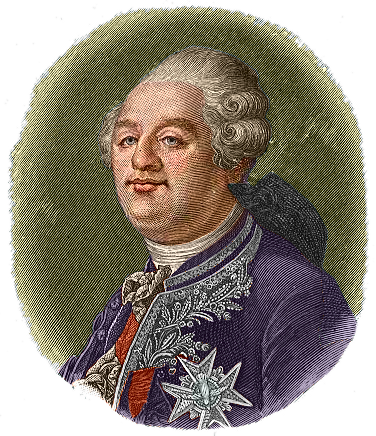
Louis XVI

Le 19 mars 1782, il est présenté au Roi.

### Carrière de contre-révolutionnaire
Il est élu député de l’Ordre de la Noblesse des comtés de Roussillon, Conflent et Cerdagne aux États généraux de 1789 avec son ami Michel de Coma-Serra. Ils y siègent tous deux à droite, résolument réfractaires aux idées progressistes.

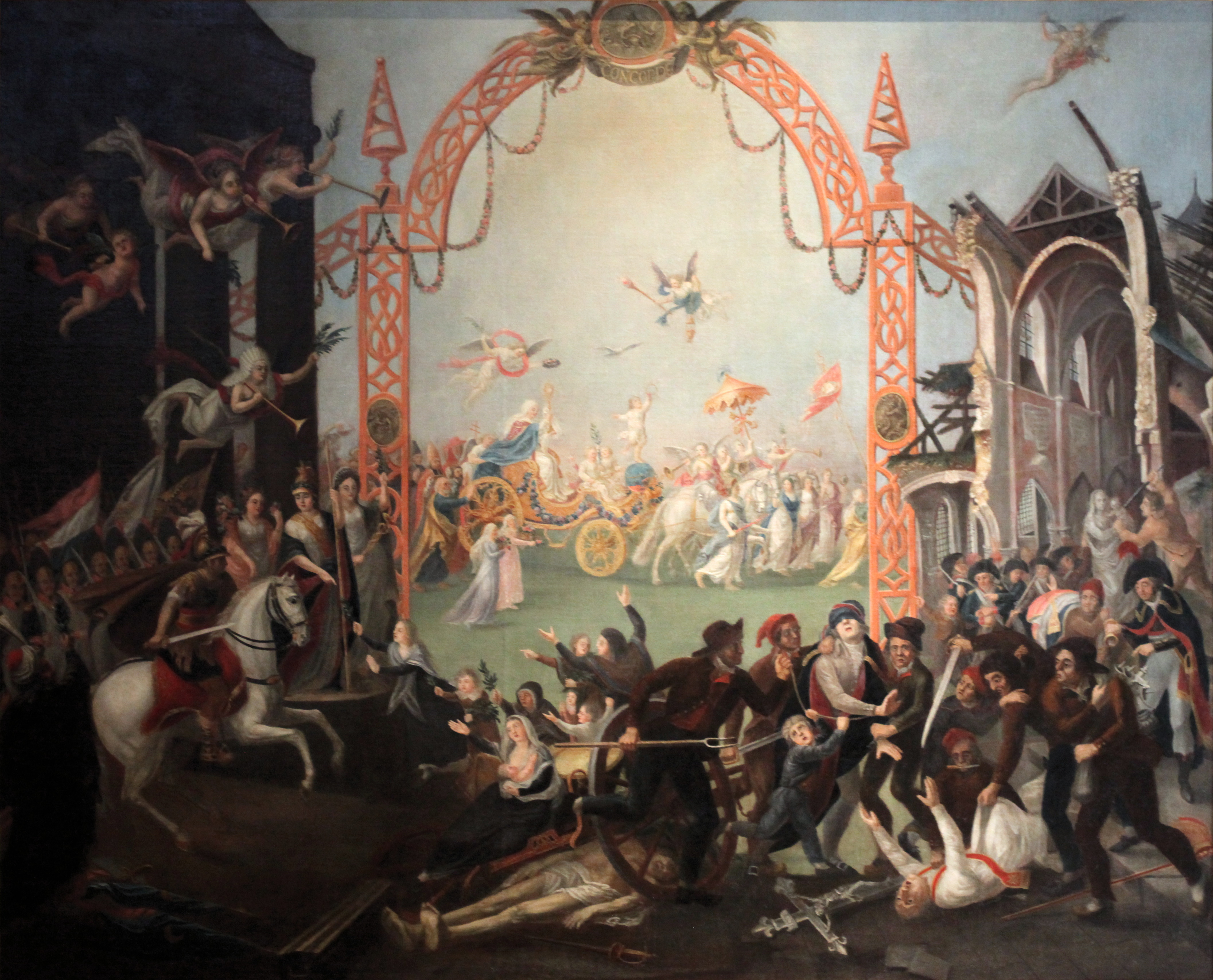
Allégorie contre-révolutionnaire. 1799-1800. musée de la Révolution française.

Ils protestent contre la réunion des trois ordres par la lettre suivante :

« Nous, députés de la noblesse des vigueries du Roussillon, Conflent et Cerdagne, soussignés, croyons qu'il est de notre devoir de dire que d'après la lettre de notre mandat qui nous assujettit à voter par ordre et nous ordonné cependant de rester unis à notre ordre en protestant, déclarons que nous nous priverons de toute voix délibérative en tout ce qui sera contraire à notre mandat jusqu'à ce que nos commettants, à qui nous avons déjà donné connaissance de l'état actuel des choses, auront pris en considération la déclaration du roi. En conséquence, en attendant des instructions ultérieures, nous protestons contre toute délibération qui pourrait être prise dans cette Assemblée et en demandons acte.
« Fait à Versailles, dans la Chambre de l'ordre de la noblesse, la mardi, 30 juin 1789. Signé: Comaserra, Banyuls de Montferré. »
Nota. - « Cette protestation n'est que provisoire ; il se présentera bientôt l'occasion d'en faire une autre plus étendue. »
Ils votent contre le vote par tête et contre l'abolition des privilèges avant finalement de se rallier, bien qu'à contre cœur, à l'Assemblée Nationale Constituante.
Ils créent tous deux à Perpignan «Les Amis de la paix », association de contre-révolutionnaires, s’opposant par ses idées à l’association révolutionnaire « Les Amis de la Constitution ».
En 1790, une émeute impliquant les deux associations éclate à propos de la Constitution civile du clergé. Raymond-Antoine de Banyuls de Montferré et Michel de Coma Serra étant compromis dans les troubles, les « patriotes » viennent les chercher à leur domicile et les conduisent au « département ». Ils sont par respect pour leur inviolabilité, laissés en liberté et « accompagnés avec calme chez eux par six administrateurs ». Le 21 décembre 1790, Muguet rend compte de cette affaire à la Constituante.
Raymond-Antoine de Banyuls de Montferré émigre ensuite en Espagne le 29 juin 1791, puis passe à l'armée de Condé où il sert dans la compagnie du Régiment de Médoc et fait les campagnes de 1792 et 1793 en Allemagne. En tant que fils aîné du marquis de Montferré, il porte à cette époque le titre de comte de Montferré.

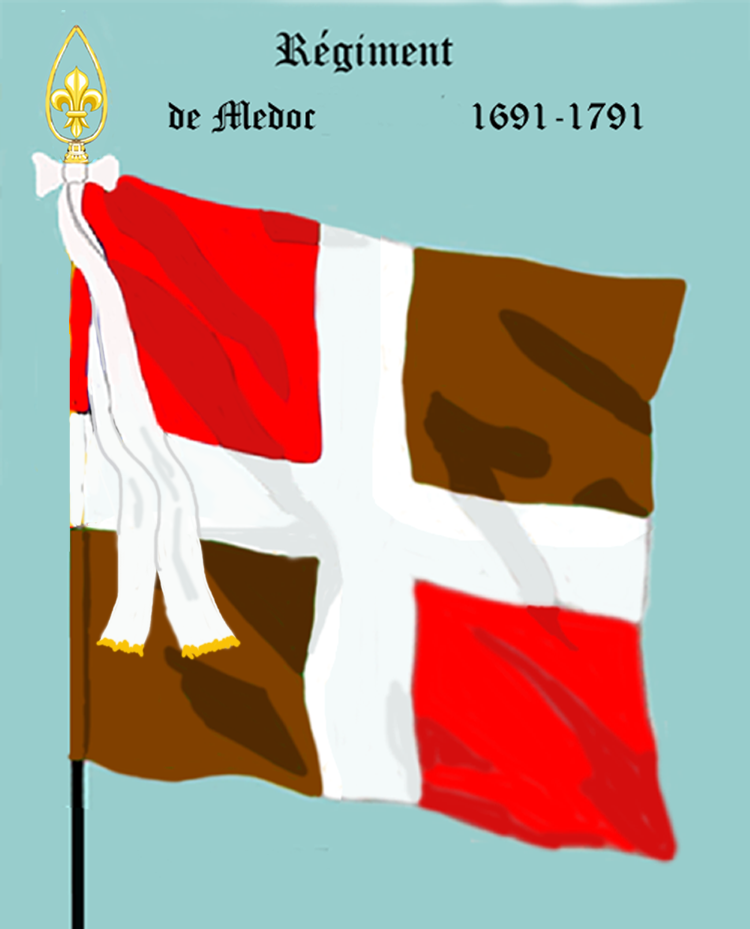
Régiment du Médoc

Après l'exécution de Louis XVI le 21 janvier 1793, Manuel Godoy, l'homme fort du gouvernement espagnol, signe avec la Grande-Bretagne son adhésion à la Première Coalition contre la République Française, afin de récupérer la partie de la Catalogne (Roussillon, Conflent et Cerdagne), devenue française depuis le traité des Pyrénées en 1659.
Raymond-Antoine de Banyuls de Montferré, aîné d'une famille incontournable dans tout le Roussillon depuis le Moyen Âge et surtout, député du Roussillon, l’apprenant, quitte alors l'armée de Condé en Allemagne afin de rejoindre en Espagne la Légion du comte de Panetier, que son ami Louis-Marie de Panetier, comme lui député de la noblesse aux États Généraux très opposé aux révolutionnaires et émigré en 1791 a créé en 1793. Malheureusement, Louis-Marie de Panetier décède en janvier 1794; Raymond-Antoine de Montferré intègre néanmoins son unité alors que celle-ci est désormais commandée par le général Santa-Clara lors de ses quartiers d’hiver à Port-Vendres.
Pendant son absence, le 26 février et le 2 mars 1794 est voté par la Convention la Confiscation et la distribution des biens des émigrés. Nyer, Porcynians, les Graüs, Montferrer, Réal, Odeilló, Léca, les forges de Thuès et Fornóls sont découpés en lots et vendus en tant que biens nationaux.
En mai 1794, il défend Port-Vendres avec la Légion Panetier avant d’être évacué par mer avec ses compagnons afin d’éviter qu’ils ne soient faits prisonniers et guillotinés. Avec les rescapés complétés des compagnies du Royal-Provence survivantes du siège de Toulon et du Royal-Roussillon, il est incorporé dans la Légion de la Reine, où il est premier lieutenant avec rang de capitaine  par brevet du 27 juin 1794.

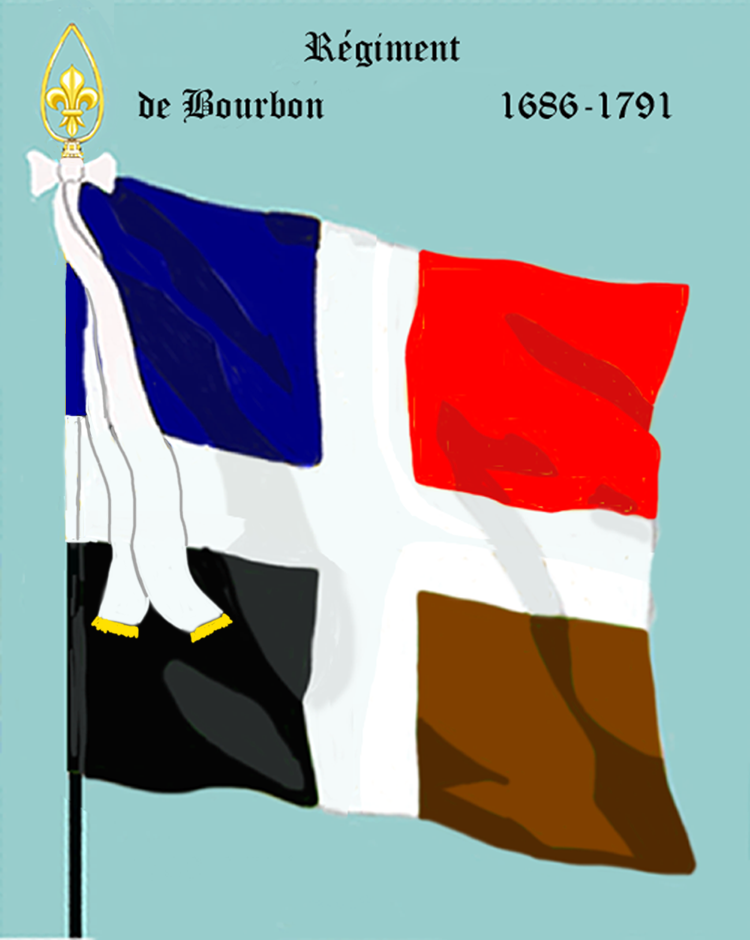
Régiment de Bourbon

Il se bat à Zamora le 5 janvier 1796, puis est intégré avec son unité dans le régiment de Bourbon. Il est en garnison à Ciudad Rodrigo en 1797, puis à Majorque en 1798.
En 1801, il devient le cinquième 'marquis de Montferré à la mort de son père.
Il rentre en France en 1807 et réclame la restitution des biens de la Maison de Banyuls de Montferré non vendus. Il rentre en possession des bois de Nyer le 12 mai 1809.
Son collègue député Michel de Coma-Serra meurt en 1813, lui léguant la jouissance de l'ancienne maison Serra, sise rue Font-Froide à Perpignan et déclarant en outre avoir en lui la plus complète confiance pour l'exécution de pieuses libéralités.
Il est nommé chevalier de l’Ordre de Saint-Louis le 7 mars 1815. Louis XVIII lui confère le grade de lieutenant-colonel le 16 mars 1816. Il est mis à la retraite.

### Fin de carrière, Restauration
Il emploie alors tout son temps en une suite de procédures judiciaires pour tenter de remettre la main sur les fiefs de sa famille confisqués et revendus en tant que biens nationaux.

Il obtient la restitution des droits d’usage sur les forêts de Thuès et de Réal le 22 février 1817.

Il est contraint de vendre après procès les montagnes de Nyer en 1819.

Il décède à Perpignan le 20 avril 1829, à l'âge de 81 ans, rue Font Froide, dans la maison de son ami Michel de Coma Serra.

C'est la fin de dix siècles d'implantation de la famille de Banyuls en Roussillon.

### Ordres et décoration
- Chevalier de l'Ordre royal et militaire de Saint-Louis

## Famille

### Origines
Il est le fils aîné de Joseph de Banyuls de Montferré, marquis de Montferrer (1723-1801) et de Jacquette de Bellissen (1728-1789).

Aîné de 16 frères et sœurs (dont 10 atteignent l'âge adulte).

Il est notamment le parrain de son frère Joseph de Banyuls.

Il est marquis de Montferré (5e) à la mort de son père en 1801.

### Postérité
- Il se marie en premières noces le 16 octobre 1776 à la cathédrale Saint-Jean de Perpignan avec Jeanne de Ros (Dona Joana-Theresa-Josepha de Ros y de Banyuls) (1753-1798) - contrat du 15, Fr Serra, notaire à Perpignan.
- Jeanne de Ros est née à Perpignan le 3 octobre 1753 et a été baptisée à la cathédrale Saint-Jean le 23 mai 1754, c’est la fille de Jean-Baptiste de Ros (Don Joan Baptista de Ros y de Margarit), 4e comte de Sant-Feliu, et de Marie de Banyuls de Montferré (Dona Maria de Banyuls y Forcades). Elle décède à Perpignan le 10 juin 1798, 22 prairial an VI. Leurs quatre enfants mourront tous en bas âge :

1. Rosalie (1777-1780)
2. Abdon-Melchior (1779-1780)
3. Jacques (1781-1786)
4. Raymond (1784-1786 )

- Raymond apprend le décès de sa femme Jeanne survenu le 13 mai 1798 à Perpignan alors qu'il est lui-même royaliste émigré à Majorque.
- Il se marie en secondes noces à Perpignan le 29 juin 1810 avec Marie-Thérèse Gand’Oward (Gandouard) de Magny.
- Marie-Thérèse Gand’Oward de Magny est née à Perpignan le 23 septembre 1771 et baptisée à la cathédrale Saint-Jean le 25. Elle est la fille d’Edme-Basile Gand’Oward de Magny, ancien capitaine au régiment d’Artois-Infanterie, chevalier de Saint-Louis, et de Marie-Thérèse de Gilles y Cremadells.
- Ils auront un fils: Raymond de Banyuls, marquis de Montferrer (6e) (1811-1876), marié en 1856 à Antoinette Dufay (1804-1861) puis en 1862 à Blanche de Thonel d'Orgeix (1828-1881) et dont la mort sans postérité en 1876 à Saint-Félix-de-Tournegat (Ariège) fera passer le titre de marquis à son neveu Henri de Banyuls de Montferré, petit-fils de Joseph de Banyuls de Montferré, de la branche cadette établie en Mayenne.